# Mattia Furlani
Mattia Furlani (Marino, 7 febbraio 2005) è un lunghista ed ex altista italiano, bronzo olimpico a Parigi 2024 e campione mondiale indoor a Nanchino 2025.
È l'attuale primatista mondiale under 20 del salto in lungo con la misura di 8,38 m, stabilita agli Europei di Roma 2024. 

## Biografia
Figlio di Marcello Furlani (altista da 2,27 m nel 1985) e Khaty Seck (velocista italiana di origini senegalesi) e fratello di Erika, altista di livello internazionale, Mattia inizia a praticare l'atletica leggera in tenera età, alternandola con la pallacanestro fino ai 13 anni. Da cadetto è campione nazionale di categoria e nel 2020 stabilisce la miglior prestazione nazionale under 16 nel salto in alto e nei 150 metri piani.
Nel 2021, all'età di 16 anni, partecipa ai campionati europei under 20 di Tallinn, dove si piazza settimo nel salto in alto diventando il miglior sedicenne italiano di sempre. Nel 2022, dopo aver conquistato i titoli di campione italiano under 18 nel salto in alto e salto in lungo sia indoor sia outdoor, stabilisce il record italiano di categoria nel salto in lungo all'aperto con la misura di 8,04 m durante i campionati europei under 18 di Gerusalemme, dai quali torna a casa con due medaglie d'oro nel salto in lungo e nel salto in alto.
Nel 2023, durante un meeting del World Athletics Indoor Tour 2023 a Stoccolma, stabilisce la nuova migliore prestazione europea under 20 del salto in lungo indoor grazie a un balzo di 7,99 m. Pochi giorni dopo conquista la medaglia d'oro nel salto in lungo ai campionati italiani under 20 indoor. Il 3 marzo dello stesso anno partecipa ai campionati europei indoor di Istanbul, dove però viene eliminato nelle qualificazioni del salto in lungo. Il 4 giugno vince gli FBK Games di Hengelo, nei Paesi Bassi, migliorando ulteriormente il suo personale con la misura di 8,24 m. Sempre a giugno partecipa ai campionati europei a squadre di Chorzów (validi anche per i III Giochi europei), arrivando secondo nel salto in lungo alle spalle del greco Miltiadīs Tentoglou e contribuendo al primo successo dell'Italia nella competizione. Agli europei under 20 di Gerusalemme vince l'oro nel salto in lungo siglando, con la misura di 8,23 m, il nuovo record della competizione. Partecipa anche ai mondiali di Budapest, non riuscendo tuttavia a passare il turno di qualificazione.
Ad ottobre 2023 viene nominato atleta europeo emergente dell'anno dall'European Athletic Association (EAA), divenendo il secondo italiano a ricevere il titolo, dopo Andrew Howe nel 2007.
A febbraio del 2024, ai campionati italiani assoluti di Ancona, Furlani segna, con un salto di 8.34 m, il suo nuovo record personale, oltre a battere il record italiano assoluto indoor (precedentemente detenuto da Howe). Il suo nuovo personal best, inoltre, gli permette di segnare il nuovo record del mondo u20 indoor. Il 2 marzo 2024 conquista la medaglia d'argento ai mondiali indoor di Glasgow, arrivando alle spalle solamente di Miltiadīs Tentoglou. L'8 giugno, agli europei casalinghi di Roma, ottiene nuovamente - con la misura di 8,38 m, suo record personale (nonché record mondiale under 20) - la medaglia d'argento, ancora una volta dietro al solo Tentoglou. Il 6 agosto, ai Giochi olimpici di Parigi, vince la medaglia di bronzo nella finale del salto in lungo maschile, con la misura di 8,34 metri.
A dicembre 2024 viene nominato atleta mondiale emergente dell'anno dalla World Athletics, inoltre viene premiato da La Gazzetta dello Sport, mediante i Gazzetta Sports Awards, come Promessa dell'anno.
Nel 2025 sale sul secondo gradino del podio agli europei indoor di Apeldoorn, per poi vincere il suo primo oro internazionale a livello senior ai mondiali indoor di Nanchino.

## Record nazionali
Seniores
- Salto in lungo indoor: 8,37 m ( Toruń, 16 febbraio 2025)

Promesse (under 23)
- Salto in lungo indoor: 8,37 m ( Toruń, 16 febbraio 2025)

Juniores (under 20)
- Salto in lungo: 8,38 m ( Roma, 8 giugno 2024)
- Salto in lungo indoor: 8,34 m ( Ancona, 17 febbraio 2024)

Allievi (under 18)
- 150 metri piani: 15"76 ( Rieti, 24 aprile 2022)
- Salto in lungo: 8,04 m ( Gerusalemme, 5 luglio 2022)

Cadetti (under 16)
- Salto in alto: 2,10 m ( Roma, 7 settembre 2020)

## Progressione

### Salto in lungo
| Stagione | Misura | Luogo       | Data      | Rank. Mond. |
| -------- | ------ | ----------- | --------- | ----------- |
| 2025     | 8,31 m | Rieti       | 31-5-2025 |             |
| 2024     | 8,38 m | Roma        | 8-6-2024  | 4º          |
| 2023     | 8,24 m | Hengelo     | 4-6-2023  | 16º         |
| 2022     | 8,04 m | Gerusalemme | 5-7-2022  | 57º         |

### Salto in lungo indoor
| Stagione | Misura | Luogo     | Data      | Rank. Mond. |
| -------- | ------ | --------- | --------- | ----------- |
| 2024/25  | 8,37 m | Toruń     | 16-2-2025 |             |
| 2023/24  | 8,34 m | Ancona    | 17-2-2024 |             |
| 2022/23  | 7,99 m | Stoccolma | 29-1-2023 |             |
| 2021/22  | 7,47 m | Ancona    | 19-2-2022 |             |
| 2021/22  | 7,47 m | Ancona    | 9-1-2022  |             |

### Salto in alto
| Stagione | Misura | Luogo   | Data      | Rank. Mond. |
| -------- | ------ | ------- | --------- | ----------- |
| 2022     | 2,16 m | Milano  | 19-6-2022 | 226º        |
| 2021     | 2,17 m | Brescia | 26-9-2021 | 194º        |
| 2020     | 2,10 m | Roma    | 5-9-2020  | 400º        |
| 2019     | 1,99 m | Forlì   | 6-10-2019 |             |

### Salto in alto indoor
| Stagione | Misura | Luogo  | Data      | Rank. Mond. |
| -------- | ------ | ------ | --------- | ----------- |
| 2021/22  | 2,13 m | Ancona | 20-2-2022 |             |
| 2020/21  | 2,08 m | Ancona | 30-1-2021 |             |
| 2019/20  | 1,95 m | Ancona | 12-1-2020 |             |

## Palmarès
| Anno | Manifestazione  | Sede        | Evento         | Risultato | Prestazione | Note                                                           |
| ---- | --------------- | ----------- | -------------- | --------- | ----------- | -------------------------------------------------------------- |
| 2021 | Europei U20     | Tallinn     | Salto in alto  | 7º        | 2,15 m      |                                                                |
| 2022 | Europei U18     | Gerusalemme | Salto in alto  | Oro       | 2,15 m      |                                                                |
| 2022 | Europei U18     | Gerusalemme | Salto in lungo | Oro       | 8,04 m      | Miglior prestazione nazionale under 18 · Record dei campionati |
| 2022 | Mondiali U20    | Cali        | Salto in alto  | 8º        | 2,05 m      |                                                                |
| 2022 | Mondiali U20    | Cali        | Salto in lungo | 7º        | 7,76 m      |                                                                |
| 2023 | Europei indoor  | Istanbul    | Salto in lungo | 12º (q)   | 7,57 m      |                                                                |
| 2023 | Giochi europei  | Chorzów     | Salto in lungo | Argento   | 7,97 m      | [ 15 ]                                                         |
| 2023 | Giochi europei  | Chorzów     | A squadre      | Oro       | 426,5 p.    | [ 15 ]                                                         |
| 2023 | Europei U20     | Gerusalemme | Salto in lungo | Oro       | 8,23 m      | Record dei campionati                                          |
| 2023 | Mondiali        | Budapest    | Salto in lungo | 18º (q)   | 7,85 m      |                                                                |
| 2024 | Mondiali indoor | Glasgow     | Salto in lungo | Argento   | 8,22 m      |                                                                |
| 2024 | Europei         | Roma        | Salto in lungo | Argento   | 8,38 m      | Miglior prestazione mondiale under 20                          |
| 2024 | Giochi olimpici | Parigi      | Salto in lungo | Bronzo    | 8,34 m      |                                                                |
| 2025 | Europei indoor  | Apeldoorn   | Salto in lungo | Argento   | 8,12 m      |                                                                |
| 2025 | Mondiali indoor | Nanchino    | Salto in lungo | Oro       | 8,30 m      |                                                                |

## Campionati nazionali
- 1 volta campione nazionale assoluto del salto in lungo (2025)
- 1 volta campione nazionale assoluto indoor del salto in lungo (2024)
- 1 volta campione nazionale juniores del salto in lungo (2023)
- 1 volta campione nazionale juniores indoor del salto in lungo (2023)
- 1 volta campione nazionale allievi del salto in alto (2022)
- 1 volta campione nazionale allievi del salto in lungo (2022)
- 1 volta campione nazionale allievi indoor del salto in alto (2022)
- 1 volta campione nazionale allievi indoor del salto in lungo (2022)
- 2 volte campione nazionale cadetti del salto in alto (2019, 2020)

2019
- Oro ai campionati italiani cadetti (Forlì), salto in alto - 1,99 m

2020
- Oro ai campionati italiani cadetti (Forlì), salto in alto - 2,02 m

2021
- Argento ai campionati italiani allievi indoor (Ancona), salto in alto - 2,05 m
- 5º ai campionati italiani assoluti (Rovereto), salto in alto - 2,16 m

2022
- Oro ai campionati italiani allievi indoor (Ancona), salto in alto - 2,13 m
- Oro ai campionati italiani allievi indoor (Ancona), salto in lungo - 7,47 m =
- 4º ai campionati italiani assoluti indoor (Ancona), salto in alto - 2,12 m
- 10º ai campionati italiani assoluti indoor (Ancona), salto in lungo - 7,02 m
- Oro ai campionati italiani allievi (Milano), salto in alto - 2,16 m
- Oro ai campionati italiani allievi (Milano), salto in lungo - 7,87 m
- 5º ai campionati italiani assoluti (Rieti), salto in alto - 2,15 m

2023
- Oro ai campionati italiani juniores indoor (Ancona), salto in lungo - 7,74 m
- Bronzo ai campionati italiani assoluti indoor (Ancona), salto in lungo - 7,50 m
- Oro ai campionati italiani juniores (Grosseto), salto in lungo - 7,83 m

2024
- Oro ai campionati italiani assoluti indoor (Ancona), salto in lungo - 8,34 m

2025
- Oro ai campionati italiani assoluti (Caorle), salto in lungo - 8,26 m

## Altre competizioni internazionali
2022
- 7º all'Herculis ( Monaco), salto in lungo - 7,90 m

2023
- Campionati europei a squadre di atletica leggera ( Chorzów)
- Argento ai Campionati europei a squadre di atletica leggera ( Chorzów), salto in lungo - 7,97 m
- 10º alla Weltklasse Zürich ( Zurigo), salto in lungo - 7,53 m
- 9º all'Athletissima ( Losanna), salto in lungo - 7,73 m
- Oro agli FBK Games ( Hengelo), salto in lungo - 8,24 m

2024
- Oro al Folksam GP Stockholm Indoor ( Stoccolma), salto in lungo indoor - 8,08 m
- Oro al Meeting Internazionale di Savona ( Savona), salto in lungo - 8,36 m
- Oro agli Atlanta City Games ( Atlanta), salto in lungo - 8,06 m

2025
- Oro al Czech Indoor Gala ( Ostrava), salto in lungo - 8,23 m
- Argento al Golden Gala Pietro Mennea ( Roma), salto in lungo - 8,13 m
- Campionati europei a squadre di atletica leggera ( Madrid)
- Bronzo ai Campionati europei a squadre di atletica leggera ( Madrid), salto in lungo - 8,07 m

## Riconoscimenti
- Atleta europeo emergente dell'anno (2023)[5]
- Atleta mondiale emergente dell'anno (2024)[11]